# آلبرت دانلوپ
آلبرت دانلوپ (انگلیسی: Albert Dunlop; ۲۱ آوریل ۱۹۳۲ – ۶ مارس ۱۹۹۰) بازیکن فوتبال اهل بریتانیا بود.
از باشگاه‌هایی که در آن بازی کرده‌است می‌توان به باشگاه فوتبال اورتون و باشگاه فوتبال ورکسام اشاره کرد.